# Polača
Polača (olaszul: Polazza) falu és község Horvátországban Zára megyében. Közigazgatásilag Donja Jagodnja, Gornja Jagodnja és Kakma települések tartoznak hozzá. A Ravni korati térség egyik legnagyobb és legfejlettebb községközpontja.

## Fekvése
Zárától légvonalban 26, közúton 46 km-re délkeletre, Dalmácia északi részén, Ravni kotar középső részén, a Zágráb – Split autópálya közelében, a Biograd na Morut az autópályával összekötő 503-as főút mentén két városi rangú település, Biograd na Moru és Benkovac között félúton fekszik. A tengertől való távolsága légvonalban 8, közúton 10 km. Területének 60 százaléka mezőgazdaságilag művelt terület.

## Története
Az emberi jelenlét első nyomai a község területén az újkőkor végére keltezhetők. A bronzkori erődített településekről főként a környék magaslatain található számos várrom tanúskodik. Írásos forrás a 11. században említi először, amikor az óhorvát Sidraga megye egyik központi települése volt. Luka Jelić horvát történész ókeresztény bazilika maradványait említi itt. 1390-ben „Polača Marijanovića”, 1449-ben Szent Cecília tiszteletére szentelt templomával együtt „Polača Domijanovića”, később a 17. században „Brkljačina Polača” néven említik. A 14. századtól tudunk váráról is, melyről egészen a 19. századig ismert volt a település. Nevét a latin „palatinum” (palota) főnévből származtatják, melyből a nép ajkán alakult ki a mai elnevezés. A 16. században Polača a Biograd és Zára felé nyomuló török támadások útjába esett. 1528-ban el is foglalta a török, akikkel együtt az elmenekült horvátok helyére részben pravoszláv vlach lakosság érkezett. A várat katonai őrtoronnyá, a templomot pedig valószínűleg török dzsámivá alakították át. A török uralom 1647-ig tartott amikor a török helyőrség pánikszerűen menekült el Leonardo Foscolo generális velencei serege elől. Polača plébániáját 1673-ban a nini püspök egyházlátogatásakor említik először, amikor mindössze 180 hívő lelket számlált és Polačán kívül még a mai Jagodnja Gornja és Jagodnja Donja falvak mellett még több, 1390-ben és 1400-ban már említett falu is hozzá tartozott. A török ekkor teljesen elpusztította a község területét, mely csak 1685-ben szabadult fel végleg uralma alól, amikor a közeli Vrána igazgatása alá került. 1797-ig a Velencei Köztársaság része volt. Miután a francia seregek felszámolták a Velencei Köztársaságot és a campo formiói béke értelmében osztrák csapatok szállták meg. 1806-ban a pozsonyi béke alapján  az Első Francia Császárság Illír Tartományának része lett. 1815-ben a bécsi kongresszus újra Ausztriának adta, amely a Dalmát Királyság részeként Zárából igazgatta 1918-ig. A településnek 1857-ben 379, 1910-ben 853 lakosa volt. Az első világháború után előbb a Szerb-Horvát-Szlovén Királyság, majd a Jugoszláv Királyság része lett. A második világháború idején 1941-ben a szomszédos településekkel együtt Olaszország fennhatósága alá került. Az 1943. szeptemberi olasz kapituláció után horvát csapatok vonultak be a településre, amely ezzel visszatért Horvátországhoz, majd a szocialista Jugoszlávia része lett. Polača a délszláv háború idején is sokat szenvedett, amikor 1991 szeptemberében szerb csapatok foglalták el és rombolták le a települést. Területe csak 1995 augusztusában a Vihar hadművelet során szabadult fel. Jagodnja és Kakma teljes szerb lakossága elmenekült, Polačát pedig a visszatérő horvátok teljesen újjáépítették. A településnek 2011-ben 1057 lakosa volt, akik főként mezőgazdasággal és állattartással foglalkoztak.

## Lakosság
| Lakosság változása | Lakosság változása | Lakosság változása | Lakosság változása | Lakosság változása | Lakosság változása | Lakosság változása | Lakosság változása | Lakosság változása | Lakosság változása | Lakosság változása | Lakosság változása | Lakosság változása | Lakosság változása | Lakosság változása | Lakosság változása |
| ------------------ | ------------------ | ------------------ | ------------------ | ------------------ | ------------------ | ------------------ | ------------------ | ------------------ | ------------------ | ------------------ | ------------------ | ------------------ | ------------------ | ------------------ | ------------------ |
| 1857               | 1869               | 1880               | 1890               | 1900               | 1910               | 1921               | 1931               | 1948               | 1953               | 1961               | 1971               | 1981               | 1991               | 2001               | 2011               |
| 379                | 498                | 493                | 578                | 703                | 853                | 869                | 1.083              | 1.302              | 1.477              | 1.531              | 1.516              | 1.267              | 1.467              | 1.117              | 1.057              |

## Nevezetességei
- Polača középkori várának maradványai a Gradina nevű magaslaton találhatók. A várat a korbáviai grófok építették a 14. században és a második világháború idején pusztult el.
- A település feletti fennsík végén egy ősi erődített település maradványa található, olyan helyen, ahonnan az egész Vránai-mezőt uralta. Környezetétől egy természetes szakadék, a bejárati oldalon pedig egy sarló alakú sánc választja el, melynek magassága 4 m. A domb felszínén nagyobb mennyiségű liburn és római, valamint néhány görög kerámiatöredék található. A sáncok belső oldalán még láthatók a derékszögben kereszteződő egykori utak, valamint a habarcsba rakott egykori falak alapjai. Valószínűleg ez a történelmi forrásokból ismert Bladona nevű erődített település maradványa. A domb lábánál a síkon egy vaskori temető található.[5]
- Szent Kozma és Damján tiszteletére szentelt régi templomát 1836-ban építették a településen kívül délkeletre, a Biograd – Benkovac főúttól keletre. Körülötte található a falu temetője, melynek az a magyarázata, hogy ilyen jellegű templom abban az időben csak a lakott területen kívül épülhetett.[2] Nyugati oldalán áll a harangtorony benne két haranggal, melyek közül a nagyobbikat 1923-ban Splitben öntötték.[6] A templomot 1982-ben kívül-belül teljesen megújították és bevezették az elektromos áramot. Az épület azonban idővel kicsinek bizonyult a hívek befogadására és elhelyezkedése sem volt megfelelő, ezért új, nagyobb templom építését határozták el. 1991 karácsonyán a bevonuló szerbek felrobbantották. A harangtorony nem dőlt össze, ezért 1992 augusztus 10-én ezt újra aláaknázták és felrobbantották.[6] A háború után 64 sírt tártak fel a templom romjai alatt és körülötte. Harangját egy szerb házban elrejtve találták meg és visszavitték a templomba. A templom újjáépítése nem sokkal a háború vége után 1995-ben kezdődött és nem sokkal később be is fejeződött.
- Az új Szent Kozma és Damján plébániatemplom 1989-ben épült. Alapkövét január 30-án helyezték el és az építés néhány hónap múlva be is fejeződött. Felszentelését szeptember 24-én végezte Marijan Oblak érsek.[2] 1991. október 15-én a szerbek földig rombolták.[6] Romjait azóta sem távolították el, hadd álljon a polačai emberek háború alatti szenvedésének mementójaként. Az új plébániatemplomot egy másik helyen építették fel, felszentelése 2006. február 26-án volt.[6]
- A Bićina nevű magaslaton a 19. században találták meg egy 6. századi ókeresztény kápolnának tartott épület maradványait. Azt ezt követő feltárások azonban kizárták, hogy az épület ókeresztény kápolna lehetett volna. A romokat ókori település maradványaiként azonosították. A terület délkeleti részén később talált falmaradványok azonban mégis lehetnek templomromok és ezeket a népi hagyomány egy korai Szent Márton templomként tartja számon.[6]
- A Polačához tartozó Prtenjača településrészen áll a Szent Márton kápolna. Az épület csak néhány száz méterre van Bićina ókori település maradványaitól. Építése az 1960-as évek végén kezdődött és az 1970-es évek elején fejeződött be. Misét Szent Márton ünnepén tartanak benne, emellett főként esküvők, keresztelők és hittanoktatás helyszínéül szolgál. A kápolnát a délszláv háború során kifosztották és felgyújtották. Helyreállítását teljes mértékben az önkormányzat költségvetéséből finanszírozták.[6]
- A településen négy közkút található: "Bristovac" vagy "Stari bunar", "Novi bunar", "Pribić" és "Perinovac".
- A "Štrkovača" nevű dombon emlékhelyet létesítettek azon a helyen ahol honvédő háború Zára környéki harcainak első horvát hőse Franko Lisica elesett. Ma az ő nevét viseli a község alapiskolája.

## Kultúra
A település kulturális és művészeti egyesülete a KUD "Gradina" nemcsak Zára megyében, de országosan is ismert. Nevét az azonos nevű magaslaton álló középkori várromról kapta. Az egyesületet 1993. április 17-én alapították a község akkori elöljárója Radoslav Bobanović javaslatára. Munkáját Mirjana Bobanović és Vito Bobanović vezetésével kezdte meg. Első fellépésük a Dalmáciai Regionális Fesztiválon Metkovićban volt. 1996 óta kulturális és művészeti egyesületként működik és céljául az elfeledett népi hagyományok felélesztését és a 19. század helyi népviseletének felújítását tűzte ki. A projektet a horvát kulturális minisztérium, Zára megye és legnagyobbrészt Polača község önkormányzata támogatta anyagilag. Miután az egyesület fellépett Zágrábban a Nemzetközi Népművészeti Fesztiválon Polačán megszervezte az "Oj Polačo, nek' ti ime traje!" (Haj Polača, hadd maradjon fenn a neved!) elnevezésű fesztivált. Az első fesztivál előadásainak anyagából egy CD válogatás is készült "Obnavljamo baštinu" (Megújuló örökségünk) címmel. Azóta az együttes számos országos és nemzetközi fesztiválon szerepelt.